# المركز الوطني لسياسة التعليم
المركز الوطني لسياسة التعليم (NEPC)  منظمة غير ربحية تهتم بسياسة التعليم  تقع في كلية التربية في جامعة كولورادو في بولدر. تأسست في عام 2010 ويتم تمويلها من قبل مجموعة متنوعة من المنظمات الحكومية والمنظمات غير الحكومية. تستهدف منشوراتها الأكاديميين وواضعي السياسات ووسائل الإعلام والعامة. هدف المركز هو توفير معلومات عالية الجودة لدعم المداولات الديمقراطية حول سياسة التعليم. 

## المهمة
تتمثل مهمة المركز الوطني لسياسة التعليم في إنتاج ونشر أبحاث عالية الجودة لإثراء مناقشات سياسات التعليم. 